# IC 4323
IC 4323 — спиральная галактика типа S? в созвездии Волопас. Поверхностная яркость — 12,9 mag/arcmin². Этот объект входит в число перечисленных в оригинальной редакции «Нового общего каталога».